# 순정복서
《순정복서》는 2023년 8월 21일부터 2023년 10월 2일까지 방송되었던 KBS 2TV 월화 드라마였다.

## 기획 의도
사라진 천재 복서 이권숙과 냉혈한 에이전트 김태영의 인생을 건 승부 조작 탈출기

## 제작진

### 제작사
- 에이스메이커무비웍스
- 코너스톤
- 블레이드ENT

### 제작
- 정현주
- 조오곤
- 김우재

### 극본
- 김민주 : KBS 2TV 월화 드라마 《너의 노래를 들려줘》(집필) 집필

### 연출
- 최상열 : KBS 2TV 월화 드라마 《너의 노래를 들려줘》(공동 연출), KBS 2TV 드라마 스페셜 《도둑잠》(연출), 《일의 기쁨과 슬픔》(연출), KBS 2TV 드라마 스페셜 TV 무비《희수》(연출) 연출
- 홍은미 : KBS 2TV 드라마 스페셜 《모단 걸》(연출), 《고백하지 않는 이유》(연출)

## 등장 인물
- (†) 표시는 드라마 상에서 최종적으로 사망한 인물이다.

### 주요 인물
- 이상엽 : 김태영 역 - 식빵새끼, 빌런새끼, 독사새끼. 이름은 하나지만 업계 선수들이 태영을 부르는 별명은 제각각이다. 태영은 재능 있는 선수를 끌어들여 단기간에 단물을 골수까지 빼먹고 은퇴시키는 '프로 은퇴꾼' 혹은 '장의사'라 불린다. 한마디로 '개새끼'...랄까. 편법, 술수, 뇌물, 아부는 그가 장착하고 있는 기본 아이템이다. 선수의 실력? 그것보다 더 중요한 건 어떻게 이득을 남기느냐다. 내 회사의 이득. 내 연봉의 이득. 내 선수의 이득. 에이전트 생활 7년 만에, 내 통장 머니와 내 선수의 영달을 위해서라면 남의 선수 눈에 피눈물이 나건, 선수 생명이 끊기건, 눈 하나 깜짝 안 하는 인간 말종이 됐다.
- 김소혜 : 이권숙 역 - 어린 나이에 살아있는 권투의 전설 에스토마타를 단 한방에 KO시키며 전 세계 권투씬을 놀라게 한 천재 복서, 사람들은 그녀의 핵폭탄급 주먹과 지독한 훈련으로 다져진 본능적인 승부근성, 허를 찌르는 과감한 전투력에 열광하지만, 정작 권숙은 권투가 끔찍하게 싫다. 아이러니하게도 그녀가 원하는 건, 좋아하는 남자와의 가슴 뛰는 연애와 소소하고 평범한 일상. 오직 그것뿐. 아시안게임, 올림픽, 세계 선수권대회를 휩쓸던 그녀가 엄마의 죽음 이후 사라졌다. 그녀를 찾기 위해 복싱협회와 에이전트들, 스포츠 기자들이 앞 다퉈 나서도 봤지만, 잠적 후 3년이 지난 지금까지 누구도 그녀를 찾아내지 못했다.
- 박지환 : 김오복 / 남현기(본명) 역 - 거대 불법토토사이트를 운영하는 '남회장'의 수하, 남회장의 점조직중 하나인 '스카이스포츠'를 운영하며, 전 세계를 무대로 조직적인 '픽스매치'를 하는 프로 승부조작꾼이다. 순박한 얼굴, 잔잔한 미소, 소탈하고 예의바른 태도, 조용하고 나긋나긋한 목소리를 가졌다. HH치타스 양감독에게 접근해 투수 김희원을 승부조작 플레이어로 엮는 인물로, 희원을 구하려는 태영의 목숨 줄을 틀어잡고 자신의 조작 게임 안으로 끌어들인다.
- 김형묵 : 이철용 역 - 전 동양 챔피언, 천부적인 재능을 가진 딸 권숙을 괴물로 키워낸 비정한 아버지. 자신이 이루지 못한 세계 챔피언의 꿈을 딸이 대신 이뤄주길 바랐기에 좋은 아빠 대신 가혹한 스승을 선택한 남자다. 딸이 고통스러워한다는 걸 알면서도 개의치 않았던 그가 문득 정신을 차렸을 땐 사랑했던 아내도, 질긴 꿈도, 남은 희망도, 하나밖에 없는 딸도 모두 그의 곁을 떠나있었다. 피눈물 나게 후회했지만, 돌이키기엔 너무 늦어버렸다.
- 김진우 : 한재민 역 - 모두가 인정하는 얼굴천재, 취미부자. 유치원의 월급도둑. 모태 솔로 이권숙의 첫사랑. 원장인 엄마 찬스로 부원장 자리에 앉아있는 철없는 남자다. 유치원의 '얼굴' 담당, 학업과는 관계없는 '돈지랄'을 주로 맡고 있다. 주 3일밖에 출근하지 않으면서도 월급은 꼬박꼬박 받아 갈 정도로 뻔뻔하고 무심하다. 아이돌 그룹 '확신의 센터상'인 외모 덕분에 지금까지 많은 여자들을 만나왔고, 현재도 만나고 있으며, 앞으로도 만날 예정이지만... 여자에게 진심으로 진지했던 적은 한 번도 없다. 그런 그가 처음으로 진지해지는 건, '천재복서 이권숙'의 등장 이후다.
- 하승리 : 정수연 역 - 전 골프선수, S&P의 라이벌사인 어바웃 스포츠 팀장. 전성기 시절 태영의 에이전트를 받은 '김태영의 선수' 중 하나였고, 파트너이자 연인이었던 태영을 뜨겁게 사랑했었다. 태영과 헤어진 건, 희원의 메이저리그 진출 실패 후다. 희원 때문에 점점 변해가는 태영과 다툼이 많아졌고, 누가 먼저랄 것 없이 서로 지쳐갔다. 헤어졌지만, 여전히 어떤 종류의 '마음'은 아직 남아있다. 태영이 권숙과 한아름의 시합에 뛰어든 후, 수연도 같은 시합에 뛰어든다. 명분도 없고, 회사에서도 반기지 않는 무모한 도전이지만, 수연은 간만에 뜨거워지고 싶다. 태영과의 경쟁만큼 그녀를 뜨겁게 만드는 건 이 세상에 없다.
- 채원빈 : 한아름 역 - 자이언트복싱 소속 복서, 세계 3대 기구를 석권한 한국 최고의 밴텀급 복싱챔피언. 총 전적 16전 15승 1무 9KO. 한국 최고의 밴텀급 복싱챔피언. 현재 세계 3대 챔피언 타이틀중 하나인 WBC 4차 방어를 앞두고 있는 무패의 복서다. 대한민국에서 복싱선수로 산다는 건 지옥 같은 삶을 견뎌내야 한다는 뜻이다. 지독하고 고통스러운 시합을 거쳐 세계 챔피언 되어도 빛나는 영광 따윈 없다. 챔피언 벨트를 지켜내는 일은, 벨트를 따는 일보다 어렵다. 챔피언이 반드시 치러야 하는 방어전을 못해, 힘겹게 따낸 벨트를 그냥 내어준 적도 있다. 한아름이 권숙을 치 떨리게 싫어하는 건, 그 때문이다.

### 태영의 선수들
- 최재웅 : 김희원 역 (†) - 태영의 아픈 손가락, 친형제보다 가까웠던 태영의 오래된 '내 선수'. (1회 ~ 7회)
- 김희찬 : 최호중 역 - 태영의 후배, 권숙의 트레이닝 파트너. 전 WBO 라이트급 동양챔피언.

### S&P 사람들
- 윤인조 : 이영애 역 - 입만 열면 돈타령하는 태영의 사수
- 김상우 : 고선재 역 - 이영애 팀장의 밥, 태영의 후배 직원.

### 복싱계 사람들
- 성노진 : 송 관장 역 - 한아름이라는 걸출한 선수를 발굴하고 세계챔피언으로 키워낸 한국 최고의 트레이너
- 임영주 : 박혜진 역 - 한아름과 친자매처럼 지내는 선배 복서
- 도은하 : 조아라 역 - 권숙의 1차 복귀전 상대, 프로전적 7전6승1패.

### 유치원 사람들
- 송예빈 : 은솔쌤 (27세, 여) 역 - 한옥유치원 선생님, 밝고 긍정적인 사람. 권숙을 좋아한다.
- 김선기 : 큰쌤 (40세, 여) 역 - 한옥유치원 선생님, 직설적이고 화끈한 성격. 유치원 맏언니.
- 이송이 : 작은쌤 (38세, 여) 역 - 한옥유치원 선생님, 눈치 빠르고 착한 사람.

### 스포츠 업계 인물들
- 김상보 : 박경수 역 - 기자클럽 가자상을 3년 연속 받은 스포츠지의 스타 기자
- 남태우 : 양만희 역 - 희원이 속한 HH치타스의 감독

### 그 외 인물들
- 민경옥 : 문정희 역 - 마흔 둘에 혼자되어서 두 형제를 잘 키워낸 태영의 어머니
- 신서우 : 예준 (7세, 남) 역 - 희원의 아들, 유전성 안질환을 앓고 있는 귀여운 소년.
- 이은조 : 예준 맘 (32세, 여) 역 - 희원의 아내, 전직 스튜어디스 출신. 예준 바라기.

### 기타 인물
- 이흑산 : 에스토마타 역
- 미상 : 노부부 역
- 미상 : 남 회장 역
- 미상 : 권숙의 어머니 역 (†)
- 미상 : 프로골퍼 출신 역
- 미상 : 남현기의 신복 역
- 임욱진 : 상철 역

### 특별 출연
- 김태환 : 복싱 경기 진행자 역 (1회)
- 이경영 : 김오복의 아버지 역 - 백반집 《삼삼식당》 주인 (2회, 9회)
- 박지원 : KBX 《아이 러브 스포츠》 앵커 역 (4회)
- 배창복 : TV화면 속 KBX 뉴스 앵커 역 (7회, 8회, 10회)
- 이윤정 : TV화면 속 KBX 기자 역 (7회)

## 시청률
최저 시청률과 최고 시청률은 시청률 조사회사와 지역별로 시청률에 차이가 있을 수 있습니다.
| 2023년 | 2023년   | 2023년         | 2023년       | 2023년 |
| 회차   | 방송일   | 닐슨 시청률    | 닐슨 시청률  |        |
| 회차   | 방송일   | 대한민국(전국) | 수도권(서울) |        |
| ------ | -------- | -------------- | ------------ | ------ |
| 제1회  | 8월 21일 | 2.0%           | -            |        |
| 제2회  | 8월 22일 | 1.8%           | -            |        |
| 제3회  | 8월 28일 | 1.8%           | -            |        |
| 제4회  | 8월 29일 | 1.6%           | -            |        |
| 제5회  | 9월 4일  | 1.4%           | -            |        |
| 제6회  | 9월 5일  | 1.4%           | -            |        |
| 제7회  | 9월 11일 | 1.1%           | -            |        |
| 제8회  | 9월 12일 | 1.1%           | -            |        |
| 제9회  | 9월 18일 | 1.5%           | -            |        |
| 제10회 | 9월 25일 | 0.9%           | -            |        |
| 제11회 | 9월 26일 | 0.9%           | -            |        |
| 제12회 | 10월 2일 | 2.2%           | 2.4%         |        |

## 결방 사유 및 편성 변경
- 2023년 9월 19일 : 《2022 항저우 아시안게임 - 남자축구 E조 조별리그 1차전 <대한민국 VS 쿠웨이트>》 중계방송 및 《슈퍼맨이 돌아왔다》 편성으로 인한 결방.
- 2023년 9월 25일 : 《2022 항저우 아시안게임》 중계방송 편성으로 인하여 밤 10시 40분부터 11시 50분까지 편성 변경. (10회)
- 2023년 9월 26일 : 《2022 항저우 아시안게임》 중계방송 편성으로 인하여 밤 10시 30분부터 11시 45분까지 편성 변경. (11회)
- 2023년 10월 2일 : 《2022 항저우 아시안게임》 중계방송 편성으로 인하여 밤 10시 20분부터 11시 40분까지 편성 변경. (12회)

## 참고 사항
- 박지환은 2021년에 개봉한 영화 《유체이탈자》 이후 3년 만에 재회하여 캐스팅되었다.
- 박지환, 성노진은 tvN 주말 드라마 《우리들의 블루스》 이후 2년 만에 재회하여 캐스팅되었다.
- 박지환, 임욱진은 영화 《검사외전》 이후로 8년 만에 재회하여 캐스팅되었다.
- 하승리는 넷플릭스 드라마 《지금 우리 학교는》 이후 2년 만에 재회하여 캐스팅되었다.
- 이상엽, 박지환은 KBS 2TV 수목 드라마 《마스터 - 국수의 신》 이후 7년 만에 재회하여 캐스팅되었다.

## 수상 목록
- 2023년 KBS 연기대상 남자 인기상 (이상엽)